# Bunbury
Bunbury este un oraș-port din Australia, al doilea cel mai mare oraș din statul Australia de Vest. Orașul are o populație de 50.500 de locuitori și este situat 175 de kilometri de la capitala statului, Perth.

## Galerie

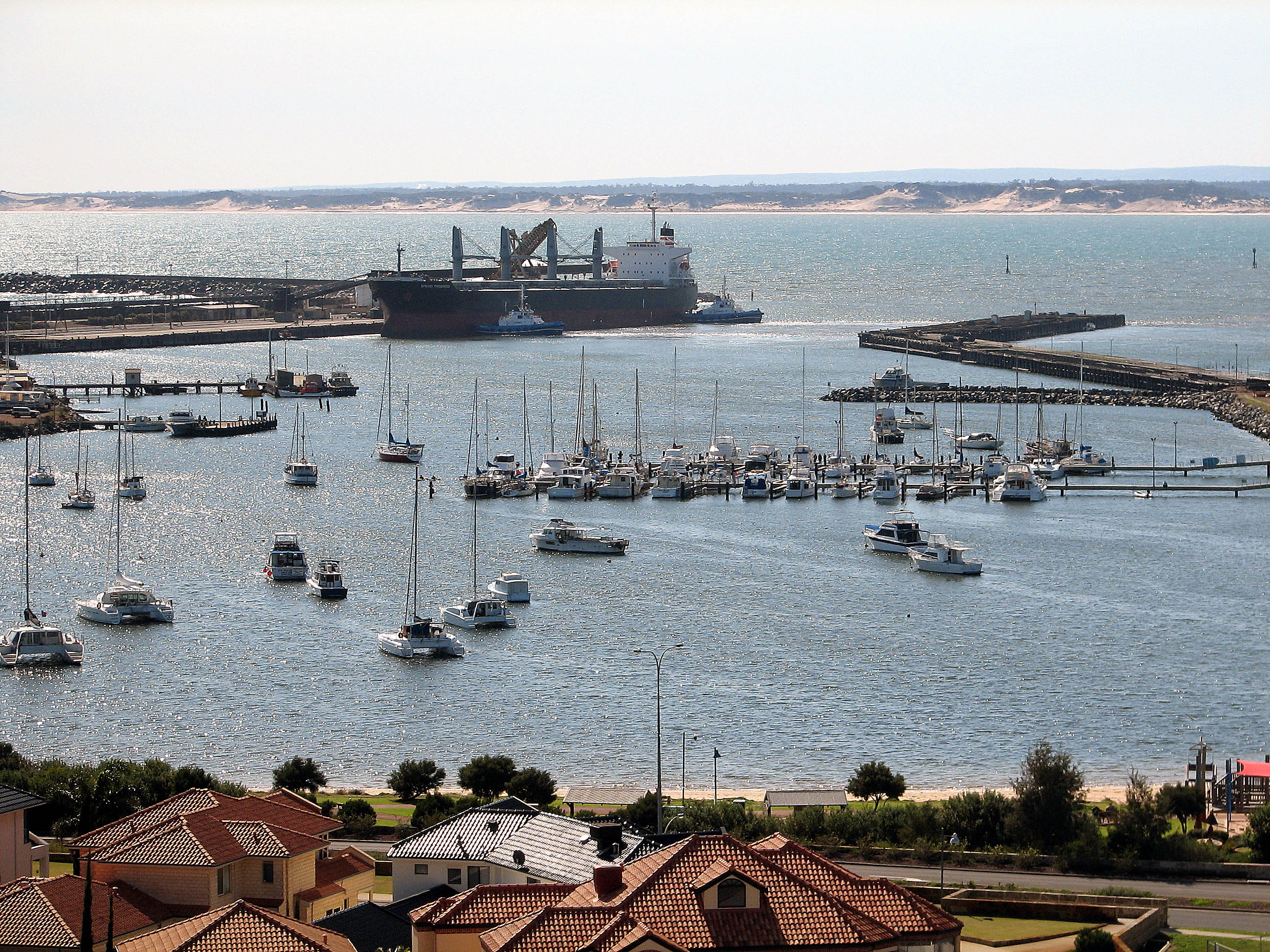
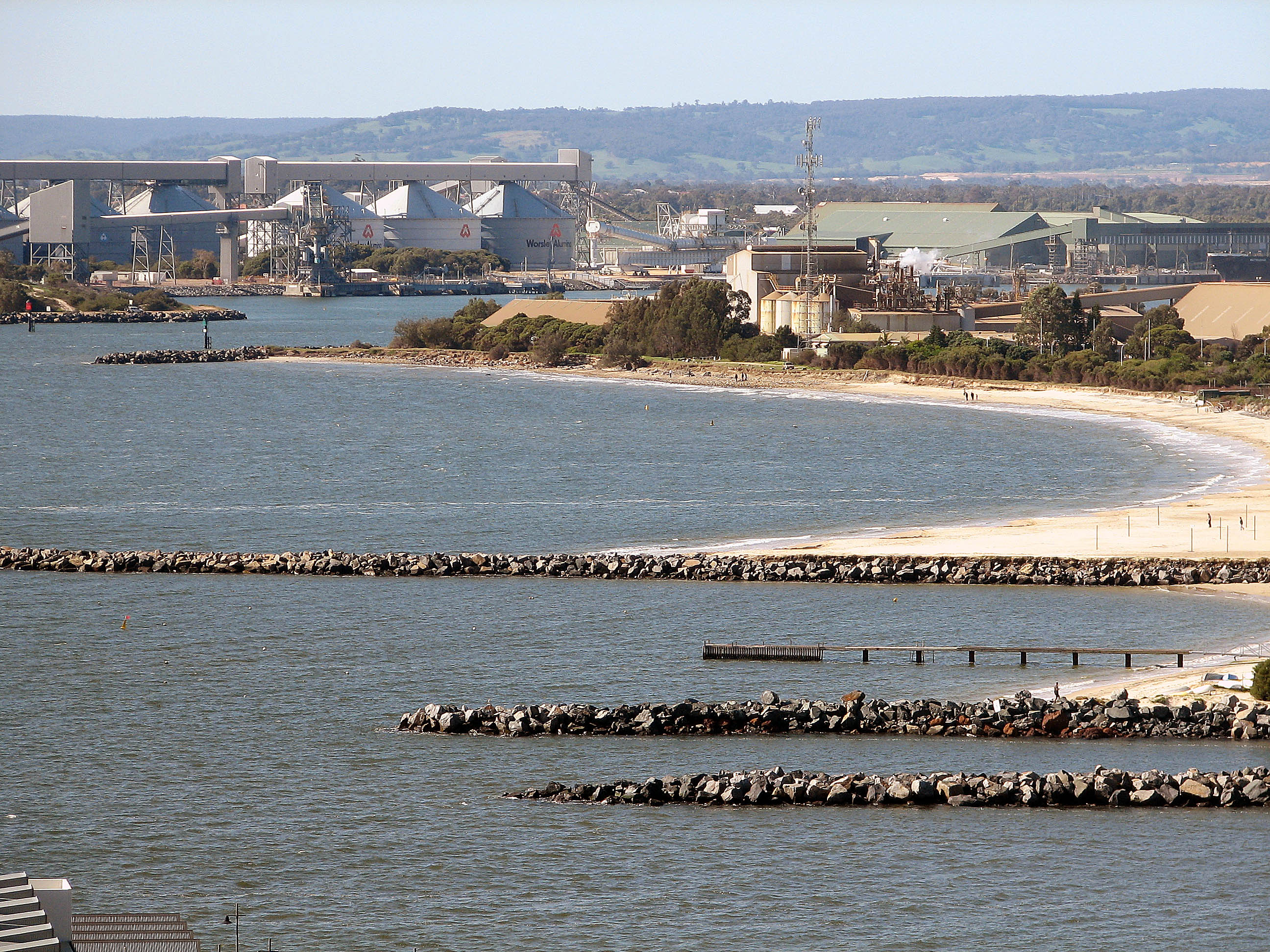
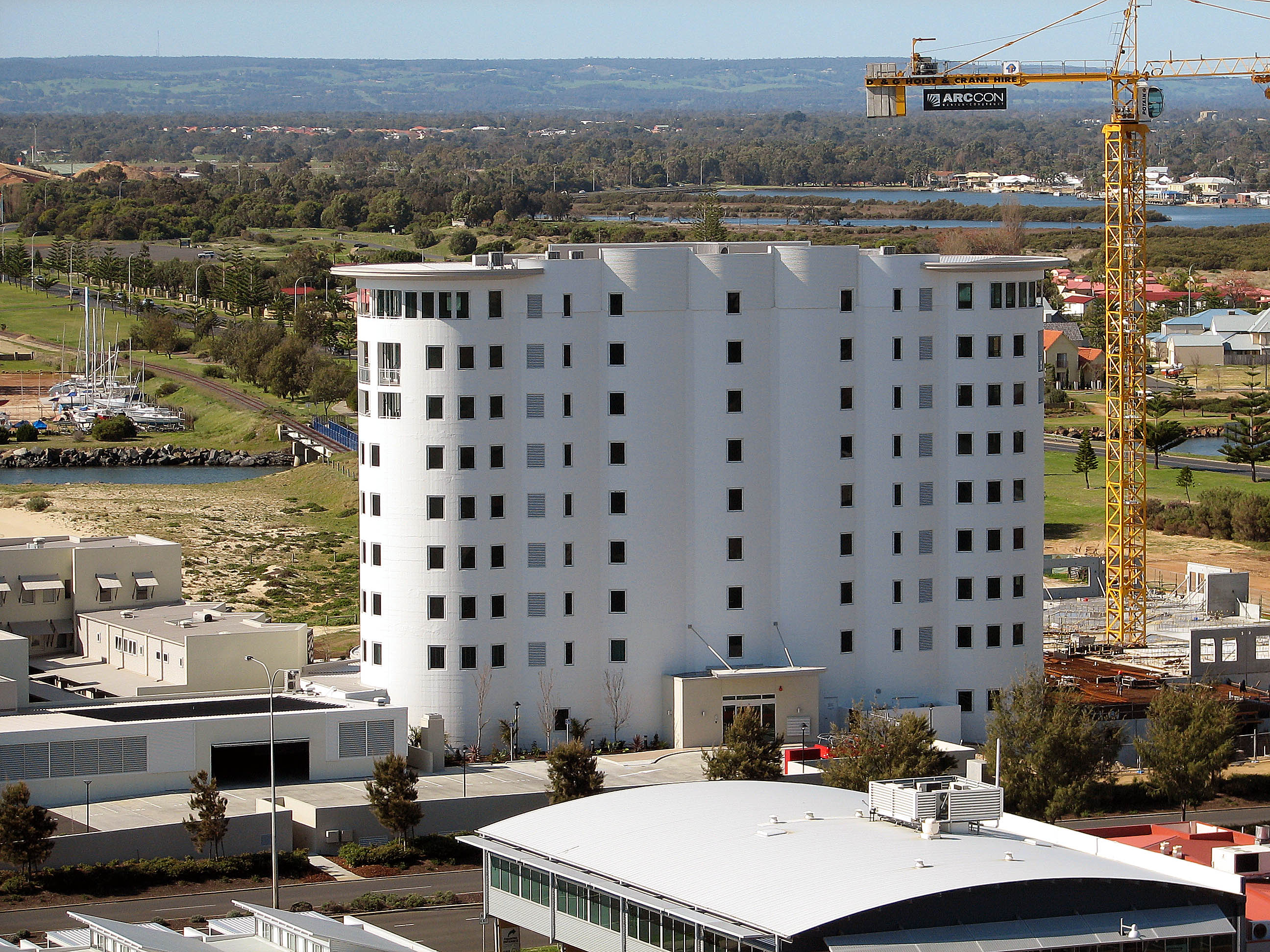

## Clima
| Date climatice pentru Bunbury, Western Australia | Date climatice pentru Bunbury, Western Australia | Date climatice pentru Bunbury, Western Australia | Date climatice pentru Bunbury, Western Australia | Date climatice pentru Bunbury, Western Australia | Date climatice pentru Bunbury, Western Australia | Date climatice pentru Bunbury, Western Australia | Date climatice pentru Bunbury, Western Australia | Date climatice pentru Bunbury, Western Australia | Date climatice pentru Bunbury, Western Australia | Date climatice pentru Bunbury, Western Australia | Date climatice pentru Bunbury, Western Australia | Date climatice pentru Bunbury, Western Australia | Date climatice pentru Bunbury, Western Australia |
| Luna                                             | Ian                                              | Feb                                              | Mar                                              | Apr                                              | Mai                                              | Iun                                              | Iul                                              | Aug                                              | Sep                                              | Oct                                              | Nov                                              | Dec                                              | Anual                                            |
| ------------------------------------------------ | ------------------------------------------------ | ------------------------------------------------ | ------------------------------------------------ | ------------------------------------------------ | ------------------------------------------------ | ------------------------------------------------ | ------------------------------------------------ | ------------------------------------------------ | ------------------------------------------------ | ------------------------------------------------ | ------------------------------------------------ | ------------------------------------------------ | ------------------------------------------------ |
| Maxima medie °C (°F)                             | 29.7 (85,5)                                      | 30.0 (86)                                        | 27.7 (81,9)                                      | 24.2 (75,6)                                      | 21.1 (70)                                        | 18.4 (65,1)                                      | 17.2 (63)                                        | 17.5 (63,5)                                      | 18.4 (65,1)                                      | 20.9 (69,6)                                      | 24.3 (75,7)                                      | 27.3 (81,1)                                      | 23,1 (73,6)                                      |
| Minima medie °C (°F)                             | 15.4 (59,7)                                      | 15.9 (60,6)                                      | 14.1 (57,4)                                      | 11.8 (53,2)                                      | 9.3 (48,7)                                       | 8.2 (46,8)                                       | 7.0 (44,6)                                       | 7.4 (45,3)                                       | 8.4 (47,1)                                       | 9.3 (48,7)                                       | 12.1 (53,8)                                      | 13.6 (56,5)                                      | 11,0 (51,8)                                      |
| Minima istorică °C (°F)                          | 6.0 (42,8)                                       | 6.0 (42,8)                                       | 2.2 (36)                                         | 2.4 (36,3)                                       | −0.1 (31,8)                                      | −3 (26,6)                                        | −2.1 (28,2)                                      | 0.1 (32,2)                                       | −0.3 (31,5)                                      | 0.2 (32,4)                                       | 2.1 (35,8)                                       | 3.2 (37,8)                                       | −3 (26,6)                                        |
| Precipitații mm (inches)                         | 11.2 (0.441)                                     | 6.3 (0.248)                                      | 15.1 (0.594)                                     | 35.2 (1.386)                                     | 95.6 (3.764)                                     | 144.9 (5.705)                                    | 143.1 (5.634)                                    | 117.1 (4.61)                                     | 86.4 (3.402)                                     | 31.3 (1.232)                                     | 26.1 (1.028)                                     | 20.7 (0.815)                                     | 722,5 (28,445)                                   |
| Umiditate [%]                                    | 44                                               | 43                                               | 46                                               | 55                                               | 59                                               | 64                                               | 65                                               | 66                                               | 64                                               | 58                                               | 52                                               | 48                                               | 55                                               |
| Nr. de zile cu precipitații                      | 2.4                                              | 1.9                                              | 3.5                                              | 9.2                                              | 12.8                                             | 17.7                                             | 18.7                                             | 19.0                                             | 17.7                                             | 9.8                                              | 6.8                                              | 3.8                                              | 123,3                                            |
| Sursă:                                           |                                                  |                                                  |                                                  |                                                  |                                                  |                                                  |                                                  |                                                  |                                                  |                                                  |                                                  |                                                  |                                                  |

## Suburbii
| - Australind (Shire of Harvey) - Carey Park - Clifton Park (Shire of Harvey) - College Grove - Crosslands - Dalyellup (Shire of Capel) - Davenport - East Bunbury - Eaton (Shire of Dardanup) - Gelorup (Shire of Capel) - Glen Iris - Halifax - Kingston (Shire of Harvey) - Kinkella | - Leschenault (Shire of Harvey) - Mangles - Marlston Hill - Millbridge (Shire of Dardanup) - Pelican Point - Picton - Settlers (Shire of Harvey) - South Bunbury - Stratham (Shire of Capel) - Treendale (Shire of Harvey) - Usher - Vittoria - Waterloo - Withers - Wollaston |